# Espècie clau
Una espècie clau (en anglès: keystone species) és una espècie que té un efecte desproporcionadament gran sobre el seu ambient natural amb relació a la seva abundància. Aquestes espècies tenen un paper crític en el manteniment de l'estructura d'una comunitat ecològica, que afecta molts altres organismes en un ecosistema i que ajuda a determinar els tipus i els nombres de diverses altres espècies en la comunitat.
El paper que tenen les espècies clau és el mateix que té una pedra angular en arquitectura dins un arc. Aquest ha esdevingut un concepte molt popular en la biologia de la conservació.

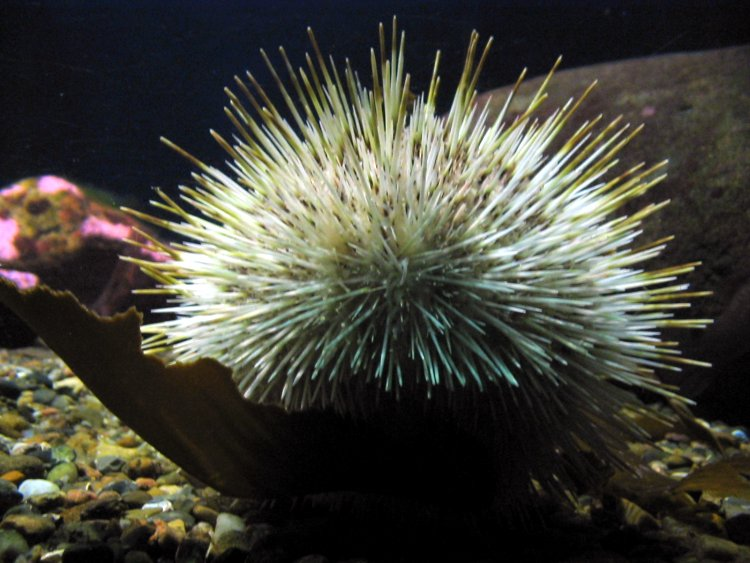
Garota de mar

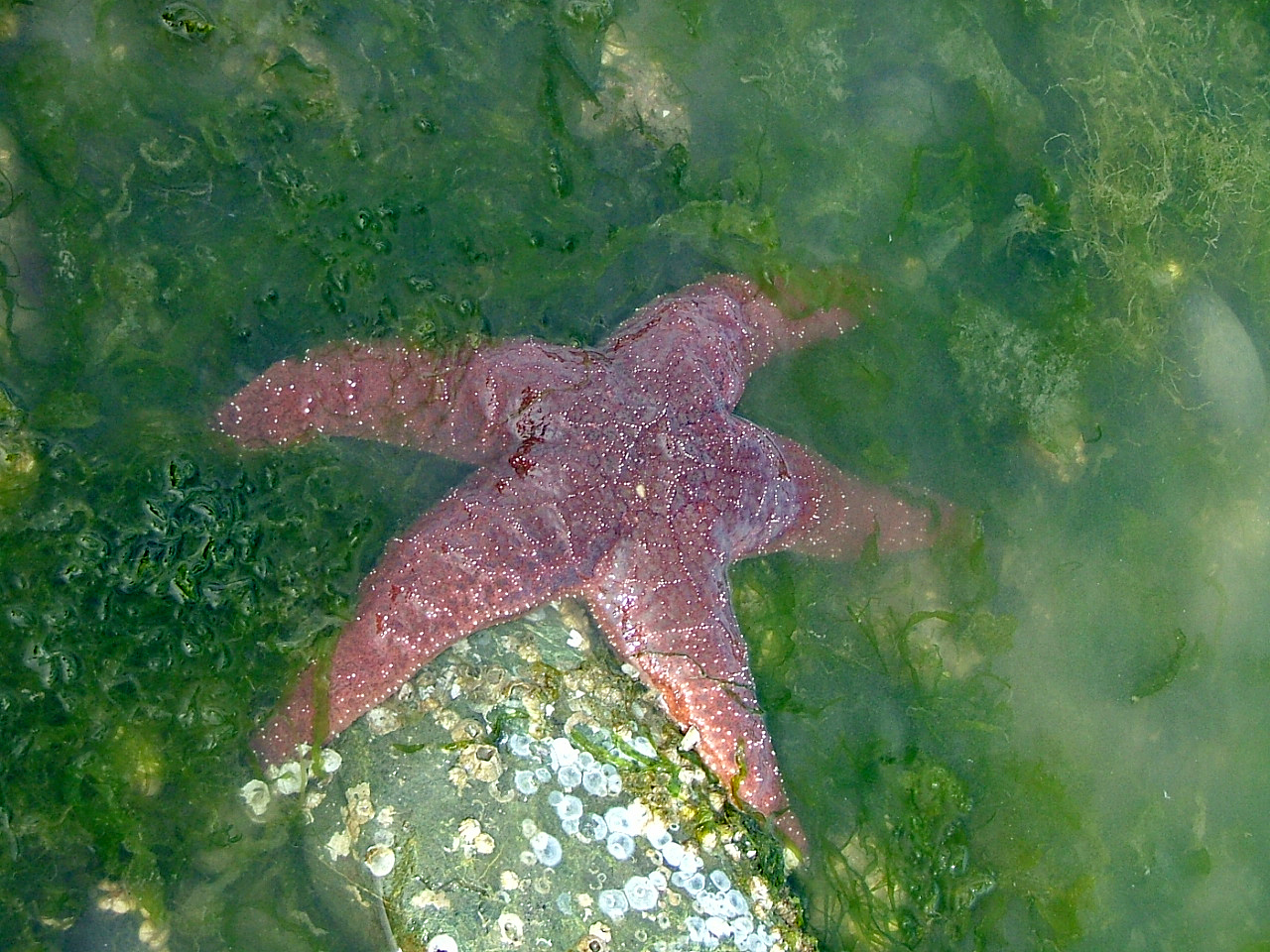
Estrella de mar de Puget Sound

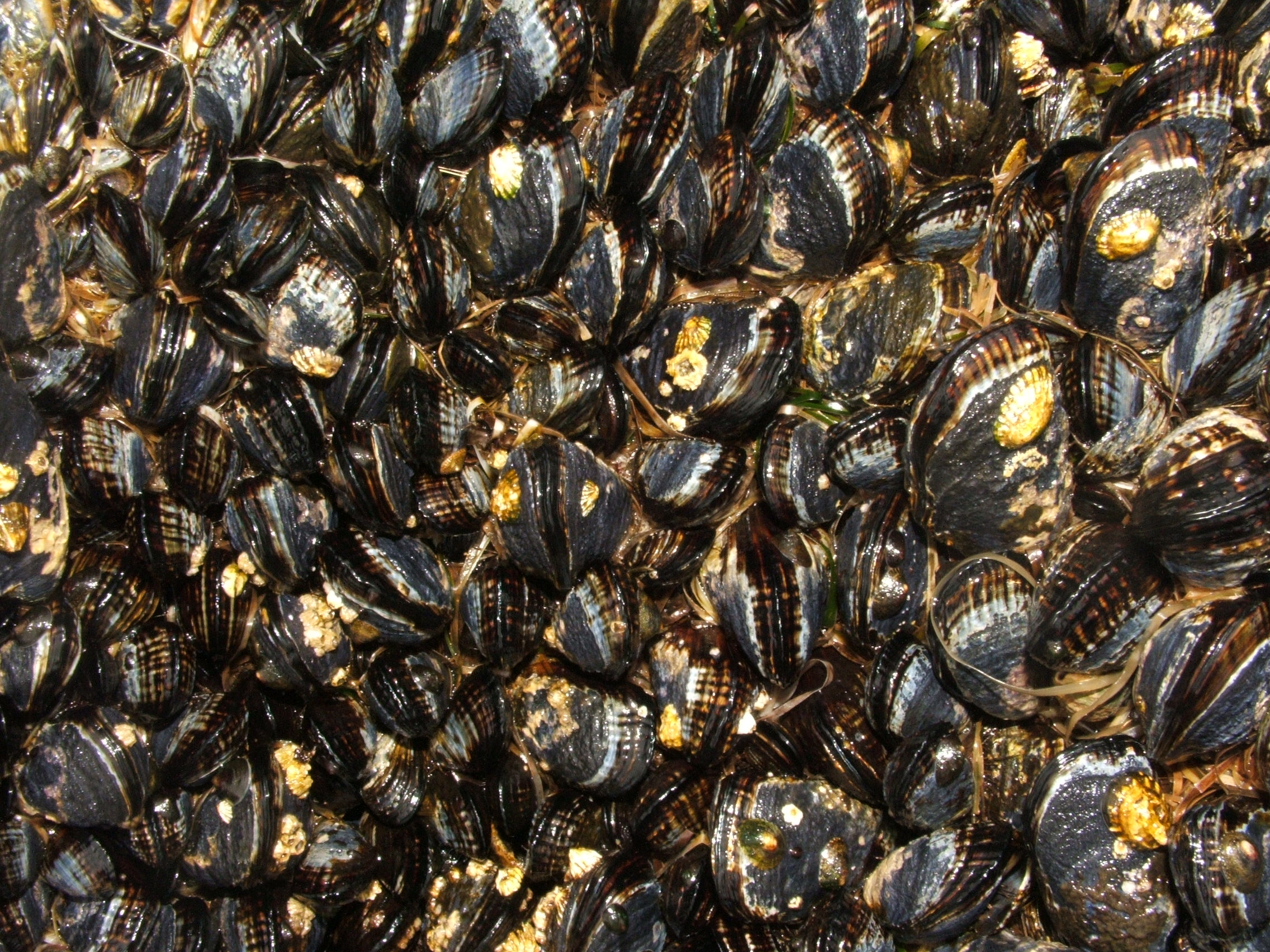
Musclos de Califòrnia

## Història
El terme espècie clau va ser encunyat l'any 1969, pel zoòleg Robert T. Paine, professor emèrit de la Universitat de Washington, per tal d'explicar les relacions entre l'estrella de mar Pisaster ochraceus i el musclo Mytilus californianus.

## Exemples
Hi ha hagut diverses definicions del concepte d'espècie clau.
Una espècie clau clàssica és un petit depredador que evita que una espècie particular d'herbívor elimini l'espècie de planta dominant. Sense el depredador el nombre d'herbívors s'incrementaria de manera explosiva, eliminaria la planta dominant i alteraria molt l'ecosistema. Un exemple és el coleòpter morrut (Curculionoidea) i el seu efecte per evitar l'extensió de la planta aquàtica Myriophyllum spicatum

### Depredadors
Com va descriure el Dr. Robert Paine, les estrelles de mar poden depredar els eriços de mar, els musclos, i altres mol·luscs amb conquilla que no tenen altres depredadors naturals. Sense les estrelles de mar, la població de musclos augmentaria de forma explosiva i eliminaria altres espècies i els eriços anihilarien els coralls.
De manera semblant les llúdrigues marines proteixen els boscos de kelps dels danys dels eriços de mar.

### Mutualistes clau
Els mutualistes clau són organismes que participen en unes interaccions mútuament beneficioses, la pèrdua de les quals tindria un impacte profund en tot l'ecosistema. Per exemple, a la regió Avon Wheatbelt de l'oest d'Austràlia, hi ha un període cada any que Banksia prionotes (Acorn Banksia) és l'única font de nèctar dels ocells menjadors de mel, els quals tenen un paper important en la pol·linització de nombroses espèces de plantes.

## Espècies clau enginyeres
També hi ha espècies clau enginyeres com són els castors que transformen el seu territori d'un corrent d'aigua a una bassa o zona pantanosa.
A la sabana africana també els elefants transformen el seu medi ambient. Altrament, i sense la seva acció sobre els arbres, gran part de la sabana es convertiria en una arbreda.